# Austin Egen
Austin Egen, född Augustus Guido Maria Meyer-Eigen 28 mars 1897 i Graz, död 18 augusti 1941 i Frohnleiten, var en österrikisk sångare, pianist, kompositör och skådespelare.
Egen var son till skådespelaren August Meyer-Eigen (1863–1932) och operasångerskan Marie Rochelle (1862–1939).

## Filmografi
- Liebeswalzer, 1930
- Det borrande x:et, 1930
- Tingel-Tangel, 1930
- Kopfüber ins Glück, 1931
- Ångest, 1932 (som sångare)